# Vijciems (pagasts)
Vijciems (łot. Vijciema pagasts)  − jedna z jednostek administracyjnych novadsu Valka na Łotwie. Jej siedziba mieści się we wsi Vijciems.

## Geografia
Rzeki: Gauja (wraz z odnogami).

## Historia
Siedziba parafii, wieś Vijciems, została po raz pierwszy wspomniana w dokumentach historycznych w 1224 jako część ówczesnej krainy Tālava. W 1945 rada parafii ustanowiła Vijciems parafią po zlikwidowaniu sielsowietu Beverinas w tym samym roku. Parafia została jednak zlikwidowana w 1949, a przywrócona ponownie w 1950.